# یواس‌اس باس (اس‌اس-۱۶۴)
یواس‌اس باس (اس‌اس-۱۶۴) (به انگلیسی: USS Bass (SS-164)) یک زیردریایی بود. این زیردریایی در سال ۱۹۲۴ ساخته شد.